# Kreis Lugano West
Der Kreis Lugano West bildet zusammen mit den Kreisen Agno, Breno, Capriasca, Ceresio, Lugano Nord, Lugano Ost, Magliasina, Paradiso, Sessa, Taverne und Vezia den Bezirk Lugano des Schweizer Kantons Tessin. Der Sitz des Kreisamtes ist in Lugano.

## Gemeinden
Der Kreis setzt sich aus den Quartieren westlich des Flusses Cassarate folgender Gemeinde zusammen (Ausnahme: Gebiet der früheren Gemeinde Valcolla):
| Wappen | Name der Gemeinde | Einwohner (31. Dezember 2023) | Fläche in km² | BFS-Nr. |
| ------ | ----------------- | ----------------------------- | ------------- | ------- |
| Lugano | Lugano            | 63'495                        | 75,86         | 5192    |